# Василіск (гармата)

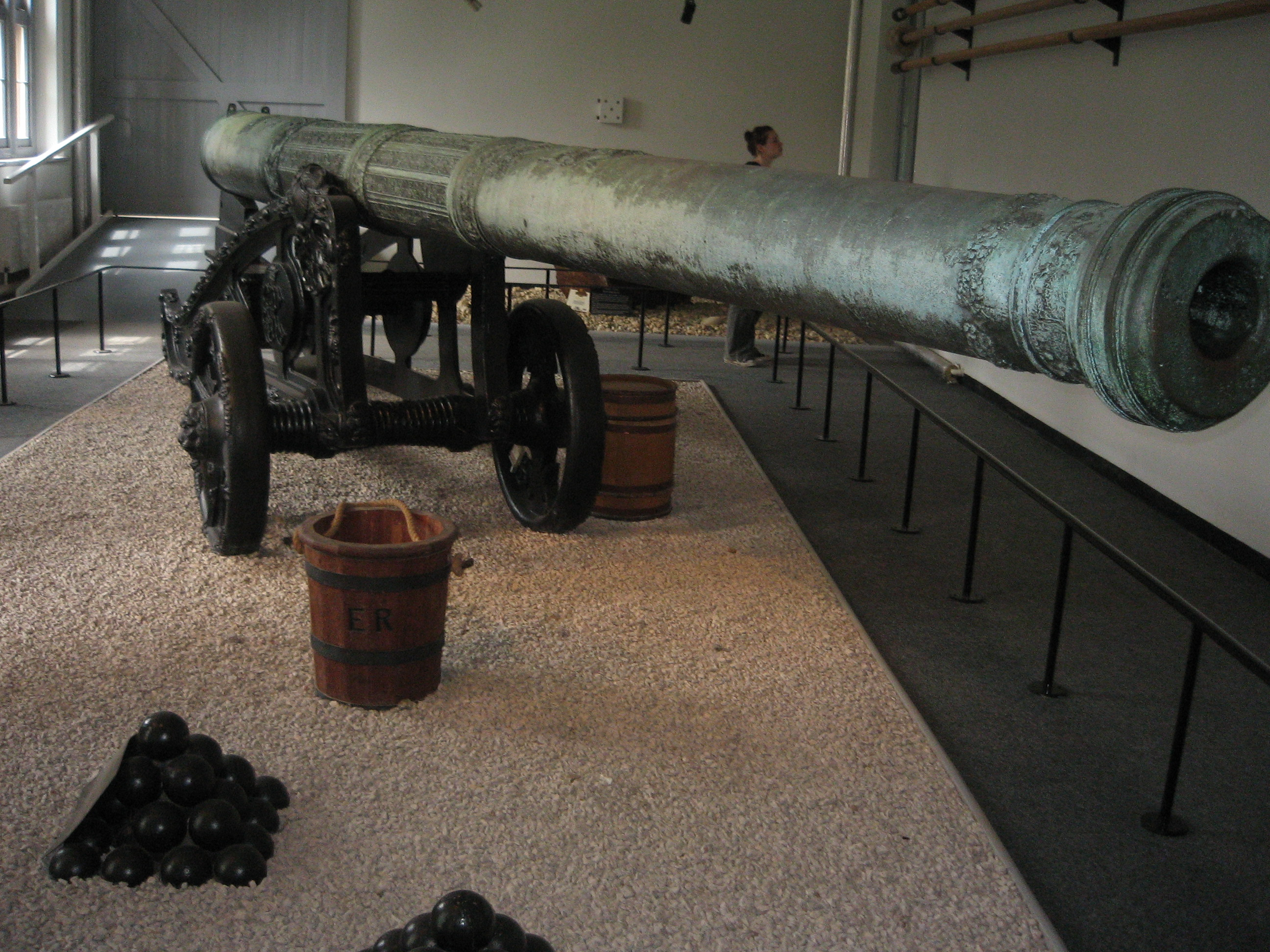
Англійська гармата часів королеви Єлизавети

Василі́ск — артилерійська, переважно облогова зброя — гармата, що застосовувалася з кінця епохи Середніх віків. В узагальненому значенні «василіском» часто називали всі великі, а після облоги Мальти у 1565 році — переважно турецькі гармати.
У XVI столітті «василісками» називали особливі гармати, довжина ствола яких сягала 26 калібрів, а вага була 122 центнери. З них стріляли ядрами, кожне з яких важило 48 фунтів. Цей вид зброї із вдосконаленими модифікаціями застосовувався до початку XIX ст. — початку наполеонівських війн.
Під час Московсько-польської війни 1654–1667 рр. московськими військами, як трофей, було захоплено польську гармату «Василіск», відлиту ще у 1581 році. Згодом її перевезли до Москви і зберігали у Кремлі. А в одному з англійських військових довідників «василіском» назвали Цар-гармату.